# نائومی گیرما

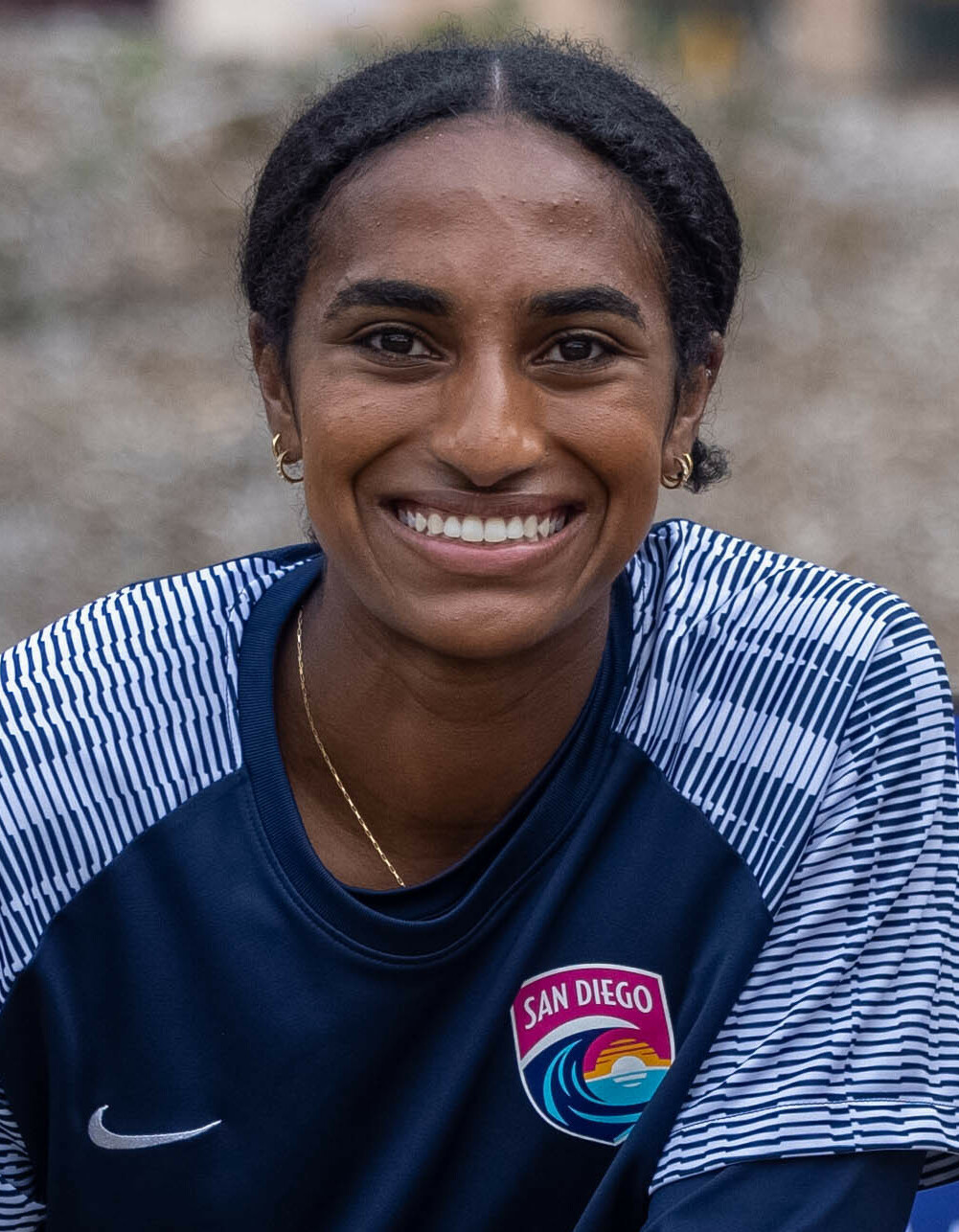
نائومی هایله گیرما

نائومی هایله گیرما (زاده ۱۴ ژوئن ۲۰۰۰) یک بازیکن فوتبال حرفه‌ای آمریکایی است که به عنوان مدافع میانی برای سن دیگو ویو اف‌سی لیگ ملی فوتبال زنان (ان‌دابلیواس‌ان) و تیم ملی ایالات متحده بازی می‌کند.
گیرما فوتبال دانشگاهی را برای کاردینال استنفورد بازی کرد و کاپیتان تیم برای برنده شدن جام کالج زنان در سال ۲۰۱۹ بود. او به عنوان اولین انتخاب کلی پیش نویس لیگ ملی فوتبال زنان ۲۰۲۲، در سال ۲۰۲۲ به عنوان بهترین بازیکن تازه‌کار لیگ ملی فوتبال زنان و در سال‌های ۲۰۲۲ و ۲۰۲۳ به عنوان مدافع سال لیگ ملی فوتبال زنان انتخاب شد.
گیرما قبل از اولین بازی خود در بزرگسالان در سال ۲۰۲۲ در سطح زیر ۱۷، زیر ۱۹ و زیر ۲۰ سال نماینده ایالات متحده بود. او در سال ۲۰۲۳ به عنوان بهترین زن فوتبالیست آمریکا انتخاب شد. او در المپیک ۲۰۲۴ پاریس با ایالات متحده مدال طلا را به دست آورد، جایی که در هر دقیقه از مسابقات بازی کرد.

## دوران اولیه زندگی و تحصیل
گیرما در سن خوزه، کالیفرنیا، از پدر و مادری به نام گیرما اوکه و سبل دمیس که هر دو مهاجرهای اتیوپیایی-آمریکایی بودند و در منطقه خلیج با هم آشنا شده بودند، به دنیا آمد. او یک برادر به نام ناتانیل دارد که سه سال از او بزرگتر است. خانواده او به دو زبان آمهری و انگلیسی صحبت می‌کنند.
گیرما در جوانی برای یک باشگاه محلی به نام باشگاه فوتبال مالدا که پدرش در سال ۲۰۰۵ برای جامعه اتیوپی منطقه خلیج تشکیل داده بود بازی کرد و در مدرسه ابتدایی هاسیندا و  بعد از مدرسه در مسابقات بسکتبال انجمن مسیحی مردان جوان، به دنبال رهبری برادرش در ورزش، شرکت کرد. او همچنین به مدت پنج سال به تمرین ژیمناستیک پرداخت و سپس در مدرسه راهنمایی فوتبال را دوباره شروع کرد. گیرما  در سال ۲۰۰۹ پس از تحت تأثیر قرار دادن مربیان خود طی تمرینی که توسط یکی از دوستانش دعوت شده بود، برای یک باشگاه جوانان محلی به نام سنترال ولی کراس‌فایر از سال ۲۰۱۰  تا انحلال این باشگاه در سال ۲۰۱۷، بازی کرد. در کراس‌فایر، که زیر نظر مربی باب جویس بازی می‌کرد، گیرما تشویق شد تا در رویدادهای برنامه توسعه المپیک شرکت کند و به اردوی تیم ملی زیر ۱۴ سال ایالات متحده دعوت شد. او متعاقباً بازیکن مهمان برای ده آنزا فورس شد و همچنین برای آکادمی کالیفرنیا تورنز و دبیرستان پایونیر بازی کرد.

## پیگیری ورزشی در دانشگاه
گیرما فوتبال دانشگاهی را برای کاردینال استنفورد بازی کرد و کاپیتان تیم برای برنده شدن جام کالج زنان در سال ۲۰۱۹ بود. او قسمت اولیه فصل ۲۰۲۱ را به دلیل پاره شدن رباط صلیبی پیشین خود از دست داد. در دوران نقاهت، او برای کارآفرینی در استنفورد در برنامه یاران میفیلد درخواست داد و پذیرفته شد. در دسامبر ۲۰۲۱، گیرما تصمیم گرفت با اینکه برای ادامه تحصیل در مقاطع بالاتر دانشگاه شایستگی داشت، از ادامه دانشگاه صرف نظر کند و برای ان‌دابلیواس‌ان درافت ۲۰۲۲ اعلام آمادگی کرد. او در سال ۲۰۲۲ با مدرک لیسانس هنر در رشته زبان‌شناسی رایانشی از استنفورد فارغ‌التحصیل شد و پس از تبدیل شدن به یک بازیکن حرفه‌ای فوتبال، مدرک کارشناسی ارشد خود را در رشته علوم مدیریت و مهندسی در استنفورد ادامه داد.

## عضویت در باشگاه
سن دیگو ویو اف سی گیرما را به عنوان اولین انتخاب از ان‌دابلیواس‌ان درافت ۲۰۲۲ انتخاب کرد. او در ماه مه و ژوئن ۲۰۲۲ به عنوان بهترین تیم ماه لیگ ملی فوتبال زنان انتخاب شد و در ماه ژوئن جایزه بهترین تازه‌کار ماه را کسب کرد. در پایان فصل، او هم به عنوان مدافع برگزیده لیگ ملی فوتبال زنان و هم به عنوان بازیکن تازه‌کار لیگ ملی فوتبال زنان انتخاب شد و اولین بازیکنی بود که چندین جایزه آخر سال را در فصل تازه‌کار خود به دست آورد.
در ۱۴ ژوئن ۲۰۲۳، ویو اف‌سی اعلام کرد که قرارداد جدیدی با گیرما تا سال ۲۰۲۶ امضا کرده او باعث شد تا ویو در فصل ۲۰۲۳ برنده جایزه ان‌دابلیواس‌ان شیلد شود و برای دومین سال متوالی به عنوان مدافع سال لیگ ملی فوتبال زنان انتخاب شد.